# Ana Colchero
Ana Colchero Aragonés (ur. 9 lutego 1968 w Veracruz, w Meksyku) – meksykańska aktorka, pisarka i ekonomistka.

## Życiorys
Ana Colchero jest córką hiszpańskich imigrantów, jej ojciec pochodzi z Madrytu, a matka z Barcelony. Jest najstarszą z czwórki rodzeństwa (Fernanda, Arantxa i Patricii). 
Studiowała ekonomię na Narodowym Uniwersytecie Autonomicznym Meksyku (UNAM), następnie aktorstwo w Montpellier we Francji. Dostała pierwszą rolę w telenoweli w wieku 19 lat. 8 lat później zagrała główną rolę w telenoweli Alondra, firmy Televisa. Następnie otrzymała rolę w telenoweli Nada personal wyprodukowanej przez TV Azteca. W 1999 roku Televisa wyprodukowała z jej udziałem telenowelę Isabella, mujer enamorada. Ana Colchero zagrała w niej, u boku Christiana Meiera, tytułową Izabelę i jej siostrę bliźniaczkę, z którą została rozdzielona na początku życia – psychopatyczną Clarę.
Po zagraniu w dwóch filmach, w 2002 roku zrezygnowała z kariery aktorskiej i poświęciła się pracy na rzecz ludzi w rodzimym stanie Chiapas. Obecnie zajmuje się pisarstwem i koncentruje się na wydawaniu książek.
Jest autorką powieści „Entre dos fuegos” (2007) oraz Los hijos del tiempo (2012). W 2013 roku wydała następujące książki: Nacemos muertos, Por mi propia mano i El misterio del Chez Rostand.

## Nagrody
- 1994: Premios TVyNovelas – Najlepsze objawienie wśród aktorek (wygrana), telenowela Corazón salvaje[12].